# Jana Tichá
Jana Tichá, češka ekonomistka in astronomka, * 1965.

## Delo
Tichá je leta 1987 diplomirala na Ekonomski univerzi v Pragi. Odkrila je več asteroidov in kometov, sama, oziroma skupaj z možem Milošem. Od leta 1992 je predstojnica Observatorija Kleť, kjer delujeta z možem.
Prav tako je predsednica CSBNja (Komite za poimenovanje majhnih teles) pri Mednarodni astronomski zvezi.
Po njej so poimenovali asteroid 5757 Tichá; po njeni družini pa še asteroid 8307 Peltan.